# Avernes-Saint-Gourgon
Avernes-Saint-Gourgon là một xã thuộc tỉnh Orne vùng Normandie tây bắc nước nước Pháp. Xã này nằm ở khu vực có độ cao trung bình 242 mét trên mực nước biển.